# Будинок на вулиці Валовій, 4 (Львів)
Будинок на вулиці Валовій, 4 у Львові (давня назва — кам'яниця Бауровича) — багатоквартирний житловий чотириповерховий будинок з магазинним приміщенням на першому поверсі. Розташований будинок у периметральній забудові вулиці.
Пам'ятка архітектури місцевого значення під охоронним № 4120-Лв.

## Історія
Зведено будинок у XIX столітті як триповерховий. Протягом 1878–1884 років в будинку, який називали кам'яницею Бауровича, винаймало приміщення Політехнічне товариство. Згодом до 1892 року тут містилася міська народна школа імені А. Міцкевича. Також у 1884 році надбудовано четвертий поверх. У 1897 році за проєктом архітекторів Адольфа та Казимира Вайсів запроєктовано вітрини першого поверху. А вже у 1933 році архітектор Юзеф Торн проводить їх реконструкцію.

## Архітектура

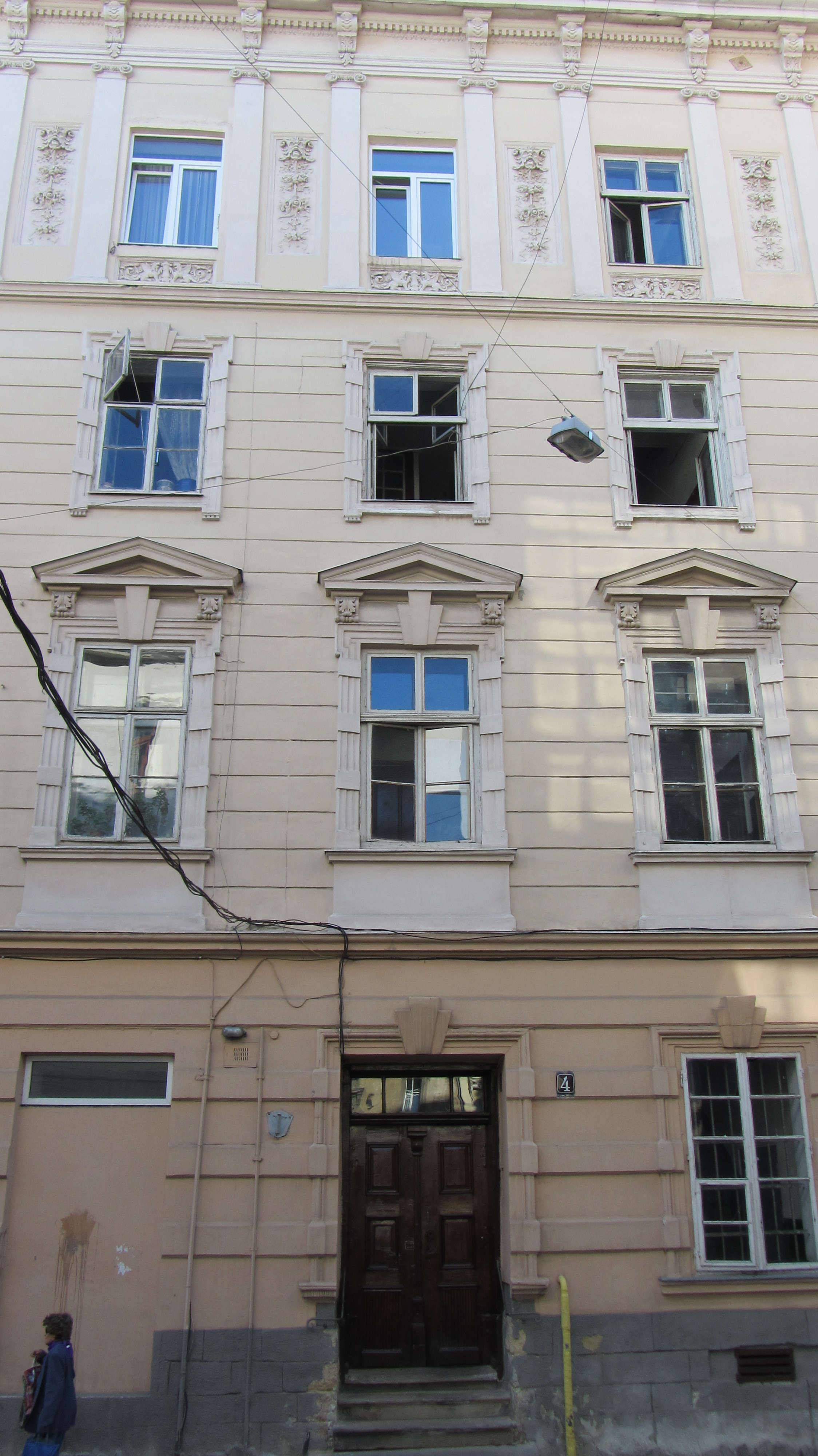
Вигляд з вулиці Валової

Чотириповерховий цегляний будинок зведений у стилі історизму з елементами неокласицизму. У плані прямокутний з симетричний фасадом. Розташування приміщень в будинку секційне та анфіладне. На першому поверсі головний портал входу та вікна правої частини з профільованим обрамуванням які завершені замковим каменем вгорі. Такі ж самі вікна на другому та на третьому поверсі, однак над вікнами другого поверху трикутні сандрики на ліпних консолях оздоблених акантовим листом. На рівні першого, другого та третього поверхів фасад будинку рустований. На рівні четвертого поверху вертикальні півколони завершені капітелями іонічного ордеру, між якими чергуються вікна та декоративні вставки з грифонами. Під вікнами ліпні вставки у вигляді гротесків з маскаронами. Завершений будинок профільованим карнизом на кронштейнах та оздоблений сухариком.